# Agust D
《Agust D》는 2016년 대한민국의 보이그룹 방탄소년단의 슈가가 발표한 첫 믹스테이프이다. 2016년 8월 15일 사운드클라우드를 통해 공개되었다. 슈가의 인생이야기 등을 들을 수 있는 믹스테이프이다.

## 곡 목록
| #            | 제목                                 | 작사                             | {{{기타정보}}}            | 재생 시간 |
| ------------ | ------------------------------------ | -------------------------------- | ------------------------- | --------- |
| 1.           | 〈Intro ; Dt sugA〉 (feat. DJ Friz)  | Agust D Pdogg                    | Agust D Pdogg             | 1:04      |
| 2.           | 〈Agust D〉                          | Agust D                          | Agust D                   | 3:54      |
| 3.           | 〈give it to me〉                    | Agust D                          | Agust D                   | 2:29      |
| 4.           | 〈skit〉                             | Agust D                          | Agust D                   | 1:14      |
| 5.           | 〈치리사일사팔 (724148)〉            | Agust D                          | Agust D                   | 3:05      |
| 6.           | 〈140503 새벽에 (140503 at dawn)〉   | Agust D Slow Rabbit              | Agust D Slow Rabbit       | 1:24      |
| 7.           | 〈마지막 (The Last)〉                | Agust D June Pdogg               | Agust D June Pdogg        | 4:05      |
| 8.           | 〈Tony Montana〉 (feat. Yankie)      | Agust D Pdogg Supreme Boi Yankie | Agust D Pdogg Supreme Boi | 3:28      |
| 9.           | 〈Interlude ; Dream, Reality〉       | Agust D Slow Rabbit              | Agust D Slow Rabbit       | 1:32      |
| 10.          | 〈so far away〉 (feat. 수란 (SURAN)) | Agust D Slow Rabbit              | Agust D Slow Rabbit       | 5:58      |
| 총 재생 시간 | 총 재생 시간                         | 총 재생 시간                     | 총 재생 시간              | 28:13     |

샘플링 사항
- 〈Intro: Dt sugA〉와 〈Agust D〉는 제임스 브라운의 〈It's a Man's Man's Man's World〉를 샘플링하였다.[1][2]

## 수록곡 설명
1. 〈Intro ; Dt sugA〉 - 《Agust D》를 여는 인트로이자 2번 트랙 〈Agust D〉로 본격 연결되는 곡이다. DJ Friz의 디제잉이 일품인 이 곡은 2번 트랙을 압축하고 발췌하여 호기심을 불러일으킨다.
2. 〈Agust D〉 - < Agust D >의 타이틀 곡이라 할 수 있는 곡이며 웅장한 비트와 진군의 소리를 담은 사운드 덕에 슈가의 아티스트적으로서의 당당한 포부와 자심감을 느낄 수 있는 곡이다.
3. 〈give it to me〉 - 슈가의 욕망을 들여다 볼 수 있는 곡이다. 평소 자신이 주변 동료들에게 배신감을 느꼈을 때의 감정을 자신만의 솔직한 화법으로 풀어낸 곡이다. 그 속에서 타인에 대한 미움과 원망 그리고 자신이 미래에 원하는 것들에 대한 열망을 나타내기도 한다.
4. 〈skit〉 - 이 트랙에선 그가 평소 음악을 하면서 겪어 왔던 고민들을 지인과 함께 대화로 풀어가는 모습을 담은 곡이다. 사람들의 웅성거림과 둘의 평범하지만 무거운 대화가 트랙의 분위기를 알 수 없게 만든다.
5. 〈치리사일사팔 (724148)〉 - 슈가의 연습생 시절의 고뇌와 방황을 담고 있는 곡이다. 꽤나 심플한 비트에 체념한 듯 랩을 하는 그는 욕을 적나라하게 사용하여 마치 그때의 불안정한 슈가로 돌아간 듯한 느낌을 준다.
6. 〈140503 새벽에 (140503 at dawn)〉 - 새벽에 연습실에서 조용한 비트에 속삭이듯 랩을 하고 있는 그의 목소리가 이 트랙에 담겨 있다. 웅장한 사운드와 격렬한 랩핑을 들을 수 있는 것은 아니지만 그의 진심이 담겨 있는 곡이다.
7. 〈마지막 (The Last)〉 - 스트링 사운드와 웅장하고도 슬픈 비트에 슈가의 격렬한 랩핑을 느낄 수 있는 곡이다. 슈가의 생애 중 가장 힘든 시절을 담아낸 곡이며 그의 가장 어두운 내면을 볼 수 있는 곡이다.
8. 〈Tony Montana〉 - 영화에서 영감을 받은 곡으로 통통 튀는 비트에 슈가와 Yankie의 엄청난 케미를 느낄 수 있는 곡이다. 그들만의 통쾌한 모습을 보여준다.
9. 〈Interlude ; Dream, Reality〉 - 슬픈 비트와 dream이라는 단어만으로 설명되는 곡이다. 그의 슬픈 내면이 잘 드러나 있다.
10. 〈so far away〉 - 슈가의 랩과 수란의 아련한 보컬이 잘 어우러지는 곡이다.